# Saint-Louis (Québec)
Pour les articles homonymes, voir Saint-Louis.
Saint-Louis est une municipalité dans la municipalité régionale de comté des Maskoutains au Québec (Canada), située dans la région administrative de la Montérégie.

## Toponymie
Elle est nommée en l'honneur de Louis IX de France et Louis-Zéphirin Moreau.

## Histoire
- 11 octobre 2008: Saint-Louis change son statut de municipalité de paroisse pour celui de municipalité[2].

## Géographie
La rivière Yamaska traverse le sud de la municipalité puis en délimite le sud-est en coulant vers le nord-est.
À partir de son crénon, dans le nord-est, la rivière Saint-Louis, un affluent de la rivière Yamaska, coule vers le nord-est.

## Démographie
| 1991 | 1996 | 2001 | 2006 | 2011 | 2016 | 2021 |
| ---- | ---- | ---- | ---- | ---- | ---- | ---- |
| 711  | 715  | 758  | 726  | 775  | 712  | 740  |

## Administration
Les élections municipales se font en bloc pour le maire et les six conseillers.
| Saint-Louis Maires depuis 2003                                                                                       |                  |         |          |
| Élection | Maire            | Qualité | Résultat |
| 2003 | Gaétan Lavallée  |         | Voir     |
| 2005 | Gaétan Lavallée  | Voir    |          |
| 2009 | Doris Gosselin   |         | Voir     |
| 2013 | Stéphane Bernier |         | Voir     |
| 2017 | Stéphane Bernier | Voir    |          |
| 2021 | Yvon Daigle      |         | Voir     |
| Élection partielle en italique Depuis 2005, les élections sont simultanées dans toutes les municipalités québécoises |                  |         |          |